# Гарибалд I
Гарибалд I (* након 500; † око 593) је вероватно био први војвода Баварске познат по имену.